# Lijst van Belgische deelnemers aan de Paralympische Zomerspelen 1960
Deze lijst van Belgische deelnemers aan de Paralympische Zomerspelen 1960 in Rome, Italië geeft een overzicht van de sporters die zich hebben gekwalificeerd voor de Spelen.
| Paralympiër    | Sport        | Onderdeel                  | Ervaring |
| -------------- | ------------ | -------------------------- | -------- |
| Marc de Vos    | Boogschieten | Columbia Ronde Klasse open | Debutant |
| van Puymbroeck | Boogschieten | Windsor Ronde Klasse open  | Debutant |
| Y. Alloo       | Tafeltennis  | Individueel Klasse C       | Debutant |